# ネオスチグミン
ネオスチグミン（英: neostigmine）は、カルバメート化合物の一つで、コリンエステラーゼ阻害剤である。非脱分極性筋弛緩薬の拮抗や、アセチルコリン関連の調節機能の改善に用いられる。
市販の点眼薬にもピント調節機能の改善を目的に、メチル硫酸ネオスチグミンとして含まれていることがある。

## 概要
1932年にコリンエステラーゼ阻害薬として合成された。アセチルコリンエステラーゼ（以降、AChE）を可逆的に阻害することで、薬剤としての効果を果たす。ネオスチグミンのCAS登録番号は59-99-4であり、IUPAC命名法では 3-{[(dimethylamino)carbonyl]oxy}-N,N,N-trimethylbenzenaminium となる。半合成の4級アンモニウム化合物であるため、天然では存在しない。
ネオスチグミンは抗d-ツボクラリン（以下、ツボクラリン）作用を有し、自律神経節、神経筋接合部におけるAChEを阻害することで、重症筋無力症の治療や非脱分離極性筋弛緩剤の拮抗に用いられる。ネオスチグミンは、腸管神経叢および神経筋接合部における神経伝達を改善することにより、消化管運動を亢進させる。ネオスチグミンはアセチルコリンの利用可能性を増加させるので、アセチルコリンの放出と平滑筋の機能が比較的保たれている場合にのみ運動性を増加させることができる。

## 作用機序
ヒトでは、ネオスチグミンは特に消化管、神経筋接合部に作用して、AChE阻害作用を示す。神経筋接合部でのアセチルコリンを増加させて、アセチルコリン受容体で筋弛緩薬との競合的作用により筋弛緩薬の作用を拮抗させる。フィゾスチグミンのようには血液脳関門を通過し難く、中枢神経にほぼ移行しないため、フィゾスチグミンとは作用や適応が若干異なる。
非脱分極性筋弛緩剤の作用の拮抗にネオスチグミンを静脈内注射するにあたっては、緊急時に十分対応できる医療施設において、ネオスチグミンの作用及び使用法について熟知した医師のみが使用すること、と添付文書に明記されている。

## 適応
ネオスチグミンは以下のような適応を持つ。
- 重症筋無力症
- クラーレ剤（ツボクラリン）による遷延性呼吸抑制
- 消化管機能低下のみられる手術後、及び分娩後の腸管麻痺
- 手術後及び分娩後における排尿困難
- 非脱分極性筋弛緩剤の作用の拮抗
- 弛緩性便秘症

なお、筋弛緩回復剤としては天井効果がある。

## 禁忌
ネオスチグミンの禁忌には、以下のようなものがある。

### 禁忌
- 消化管又は尿路の器質的閉塞のある患者
- 本剤の成分に対し過敏症の既往歴のある患者
- 迷走神経緊張症の患者
- 脱分極性筋弛緩剤（スキサメトニウム）を投与中の患者

### 投与に注意を要する
- 気管支喘息の患者（気管支平滑筋を収縮させることがある）
- 甲状腺機能亢進症の患者（甲状腺機能亢進症を悪化させるおそれがある）
- 冠動脈閉塞のある患者（冠動脈を収縮させることがある）
- 徐脈のある患者（徐脈を更に増強させるおそれがある）
- 消化性潰瘍の患者（胃酸分泌を促進させることがある）
- パーキンソン症候群の患者（不随意運動を増強させるおそれがある）
- てんかんの患者（骨格筋の緊張が高まり、痙攣症状を増強させるおそれがある）
- 重篤な腎機能低下のある患者（排泄が遅延し、作用が増強・持続するおそれがある）
- 高齢者（減量するなど注意すること。一般に高齢者では、生理機能が低下している）

### 妊婦、産婦、授乳婦等への投与
胎児危険度分類や法的規制は無いが、安全性が確立されていないため、妊婦又は妊娠している可能性のある婦人には投与しないことが望ましいとされる。

## 副作用
ネオスチグミンを含めて、カルバメート系の副作用には副交感神経症状がある。
使用にあたって特に頻繁に遭遇するものは以下の通りである。
- コリン作動性クリーゼ
- 不整脈
- ショック，アナフィラキシー様症状
- 筋無力性クリーゼ

頻度不明となっているが、点眼薬で使用した後に一過性の眼圧上昇と調節けいれんが報告されている。そのため、閉塞隅角ないし狭隅角緑内障の患者、及び狭隅角や前房が浅いなどの眼圧上昇の素因のある患者が使用する場合には、急性閉塞隅角緑内障の発作を起こすおそれがあるため注意が必要である。
コリン作動性クリーゼの諸症状（腹痛、下痢、発汗、唾液分泌過多、縮瞳、線維束攣縮など）が認められた場合、直ちに使用を中止しなければならない。また必要に応じて、アトロピンの静注や人工呼吸又は気管切開等を行い気道を確保すること、となっている。
まれに筋無力症状の重篤な悪化が起こる場合が確認されている。

### 過量摂取
ネオスチグミンを過量に摂取した人は、コリン作動性クリーゼが出現する。その場合の処置は上記したように、アトロピンの静注や気道の確保が主である。

## 薬物動態学
ネオスチグミンは経口、経静脈、点眼の各経路で投与できる。経口、静脈内注射で投与されると速やかに吸収されて最高血中濃度に達するため、副作用の副交感神経症状が出現しやすい。肝臓で約30％がアルコールに代謝され、未変化体も含めて、速やかに尿中に排泄される。そのため、半減期がおよそ1-2時間ほどと短い。

### 薬物相互作用
ネオスチグミンを他の薬剤と併用投与する場合、薬理学的な薬物相互作用の可能性に注意を払わなければならない。とりわけ、脱分極性筋弛緩剤、コリン作動薬、副交感神経抑制剤との併用は避けるべきである。
- ネオスチグミンのAChE阻害作用により、脱分極性筋弛緩剤の分解を抑制するため、作用の増強につながる。
- コリン作動薬と併用したばあい、相互に作用を増強し合い、副作用が重症化しやすい。
- アトロピン、スコポラミン、ブトロピウムなど、副交感神経抑制剤の常用はコリン作動性クリーゼの初期症状を不顕性化し、ネオスチグミンの過剰投与を招くおそれがある。
- 抗コリン作用を有する薬（三環系抗うつ剤、フェノチアジン系薬剤、イソニアジド、抗ヒスタミン剤など）との併用は抗コリン作用が増強される場合がある。
- ジゴキシンなどのジギタリス製剤は、血中濃度が上昇してジギタリス中毒（吐き気、嘔吐、めまい、徐脈、不整脈など）を引き起こすことがある。
- プラリドキシムの局所血管収縮作用は、ネオスチグミンの組織移行を妨げるため、薬効発現が遅延することがある。

## 処方例
状況、重症度、そして体重・年齢などによって処方は変化する。
一般に生理機能が低下している高齢者では、抗コリン作用による緑内障、記銘障害、口渇、排尿困難、便秘などが出現しやすいので、減量するなど慎重に投与する必要が求められる。
重症筋無力症
成人には、ネオスチグミン臭化物として1回15-30mgを1日1-3回経口投与する。静注する場合、ネオスチグミンメチル硫酸塩として1回0.25-1.0mgを1日1-3回皮下または筋肉内注射する。
眼球の毛様体筋の調節改善
1回2-3滴を1日4回点眼する。なお、症状により適宜増減する。
消化管機能低下のみられる疾患（慢性胃炎、手術後及び分娩後の腸管麻痺、弛緩性便秘症）
成人には、ネオスチグミン臭化物として1回5-15mgを1日1-3回経口投与する。
非脱分極性筋弛緩剤の作用の拮抗
「ワゴスチグミン注」は、成人にはネオスチグミンメチル硫酸塩として1回0.5-2.0mgを緩徐に静脈内注射し、アトロピン硫酸塩水和物を静脈内注射により併用する。「アトワゴリバース静注シリンジ」は、成人には1回1.5-6mL（ネオスチグミンメチル硫酸塩として0.5-2.0mg、アトロピン硫酸塩水和物として0.25-1.0mg）を緩徐に静脈内注射する。

## 人工射精への応用
ネオスチグミンを男性の脊髄に注入することで射精を誘発することができる。この方法はネオスチグミンクモ膜下注入法と呼ばれ、1947年にルートヴィヒ・グットマン（Ludwig Guttmann）が開発し、日本においても1982年以降臨床事例がある。
重度脊髄損傷による射精障害をもつ男性患者（32歳、180cm、74kg、筋肉質、仮性包茎）に対し、メチル硫酸ネオスチグミン0.5mg～1.0mgを脊髄に直接注入。その後患者を仰臥位にさせ、陰茎に精液を受けるカップを装着して経過を観察したところ、注入から1時間半から5時間半で嘔気、嘔吐と頭痛を伴いながら数分間の勃起とともに数度にわたって射精した。この人工射精は1984年から1986年まで当該患者に対し10回にわたって神戸大学医学部において行われ、採取した精液を患者の妻に対しAIH法によって人工授精が行われた。1986年の10回目で女児を挙げることに成功した。

## 暗殺に使用されたとする報道
韓国ではボールペンに似せた発射機で針を飛翔させ、針に塗布した臭化ネオスチグミンで対象者を殺害するという暗殺用途にも使用され、10mgで対象者を速やかに殺害できるという報道が朝鮮日報によってなされたが、5mgの注射剤が利用可能であり、半数致死量は0.3mg/kgである（例えば、仮に体重が100kgであるとすれば推定半数致死量は30mgである）ため、報道された用量においては現実的な暗殺の手段としては考えにくく、信憑性に乏しい。

## 剤形
- 散 - 0.5%[6]
- 点眼 - 0.05mg (1mL)[7][8]
- 注 - 0.5mg (1mL)・2mL (4mL)[9]1.0mg（1シリンジ中）[10]